# Chad Balcombe
Chad Balcombe (sinh ngày 20 tháng 8 năm 1990) là một cầu thủ bóng đá người Saint Vincent và Grenadines thi đấu cho đội tuyển quốc gia. Anh từng đại diện Saint Vincent và Grenadines tham dự vòng loại World Cup năm 2011.